# Dreirosenbrücke
Le Dreirosenbrücke (en français : Pont aux trois roses) est un pont sur le Rhin situé en ville de Bâle (Suisse). Il relie le quartier de Saint-Jean au quartier de Kleinhüningen.